# Palinurus
Palinurus – postać z mitologii rzymskiej, sternik statku Eneasza.
Gdy Eneasz odpływał z brzegów Sycylii w kierunku Italii, Wenus przepowiedziała, iż flota bezpiecznie dotrze do celu, jednak za cenę życia jednego człowieka (Wergiliusz, Eneida, V, 814 nn). W trakcie rejsu Palinurus zasnął za sterem i wpadł do morza. Po trzech dniach udało mu się dopłynąć wpław do brzegów Lukanii, tam jednak został zabity przez tubylców. Jego ciało zostało porzucono bez pochówku na brzegu morza, przez co dusza nie mogła przebyć Styksu i odejść w spokoju do podziemnej krainy.
Eneasz po zejściu do Podziemi spotkał duszę Palinurusa, proszącą go o godny pochówek. Towarzysząca herosowi Sybilla zapewniła sternika, iż na ziemie Lukanów spadnie zaraza, na skutek której sami go pogrzebią i oddadzą mu cześć boską. Imieniem Palinurusa nazwano później przylądek, na którym zginął.